# Інкіно
І́нкіно (рос. Инкино) — село у складі Колпашевського району Томської області, Росія. Адміністративний центр Інкінського сільського поселення.

## Населення
Населення — 607 осіб (2010; 694 у 2002).
Національний склад (станом на 2002 рік):
- росіяни — 96 %